# St. Laurentius (Perniö)

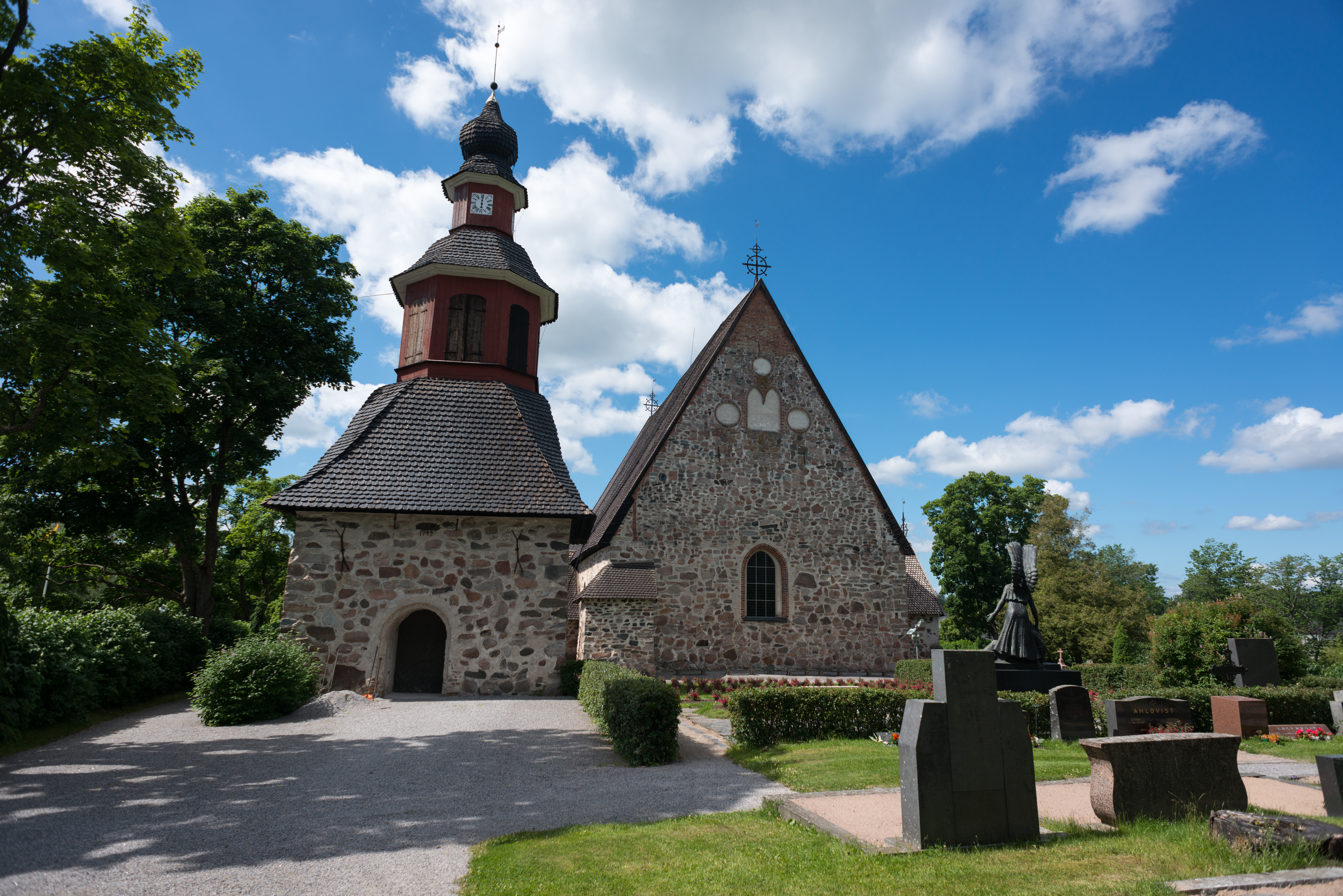
Kirche von Perniö

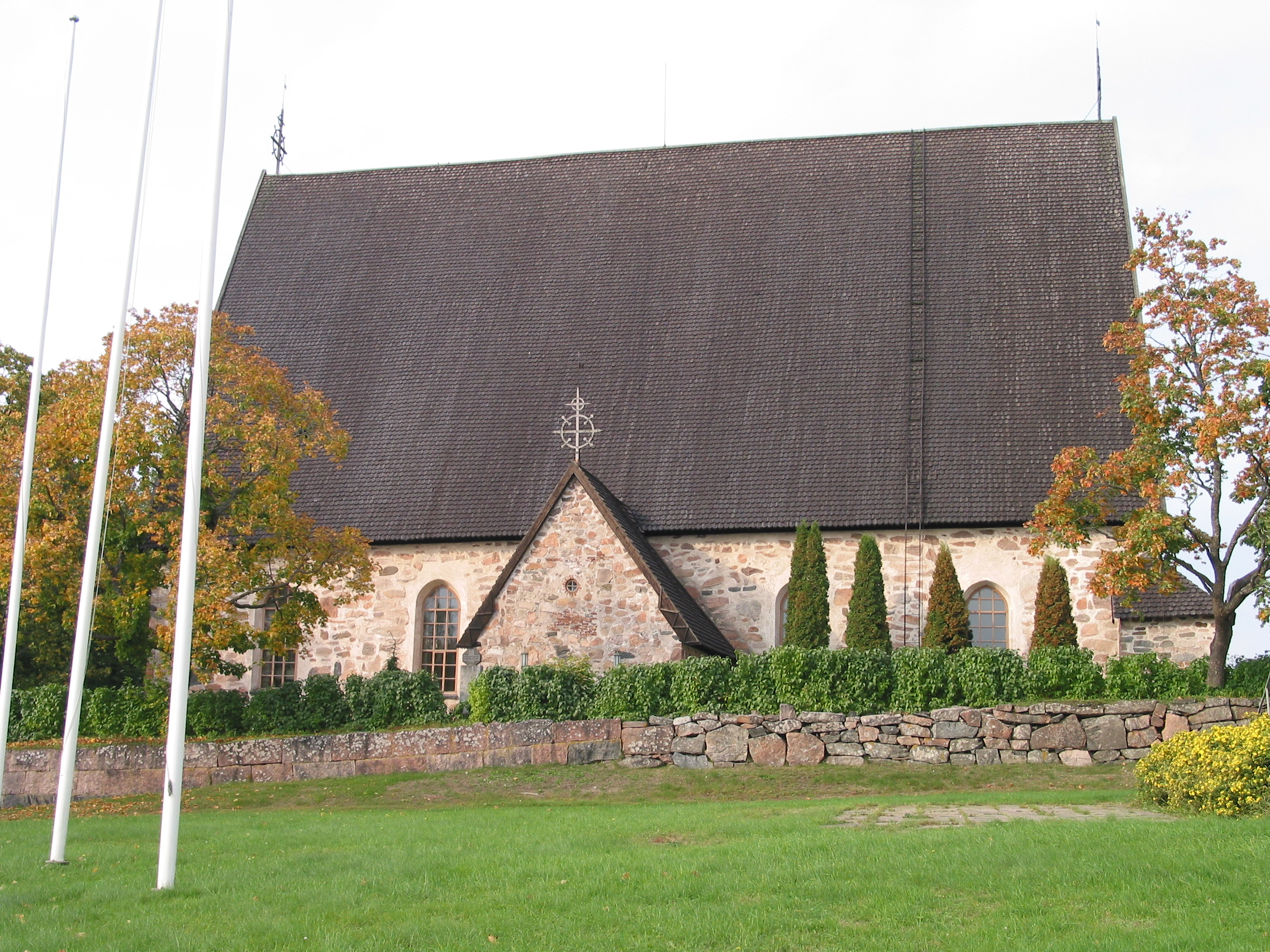
Kirche von Perniö

Die evangelisch-lutherische Laurentius-Kirche in Perniö, einem Ortsteil der südwestfinnischen Stadt Salo, wurde zwischen 1460 und 1480 erbaut. Geschichtlich dokumentierte Renovierungen gab es während des 17. Jahrhunderts und 1866, 1904 sowie 1963.

## Ausstattung
- Schiffsmodell, Ende 16. Jahrhundert, wahrscheinlich eines der ältesten dieser Art in Finnland
- Wappen der Familien Slang (1614), Sabel (1635), Gyllenhierta (1662), Ulf (1681) und Ehrenpreis (1686), wurden früher bei Beerdigungen benutzt
- St. Brigitta von Schweden, hölzerne Skulptur, 14. Jahrhundert
- Kreuz, 14. Jahrhundert, Bemalung von 1692
- Altar von 1884, Altargemälde von L. Myra aus 1703 mit Rahmen von 1667
- Maria mit dem Jesuskind, Holzskulptur aus dem 14. Jahrhundert
- St. Christopherus, Wandmalerei von ca. 1480
- Truhe aus dem 17. Jahrhundert
- Orgel (1964), Orgelbauer: Kangasalan Urkutehdas, 31 Register, 3 Manuale

Die Gräber unter dem Chorboden enthalten immer noch sterbliche Überreste der Menschen, die hier begraben wurden.
Die Wandmalereien sind mittelalterlichen Ursprungs. Sie wurden in mehreren Zeitabschnitten gemalt und 1904 sowie 1962–1964 restauriert.